# 奇罗·因莫比莱
奇罗·因莫比莱（義大利語：Ciro Immobile，1990年2月20日—）是一名出生于那不勒斯的意大利職業足球員，现效力于意甲球队博洛尼亚，意大利国家队成員。

## 俱乐部生涯
因莫比莱的职业生涯是从意大利U17联赛（Allievi Nazionali）开始的，随着其优异的表现，因莫比莱终于敲开了尤文图斯U-20队的大门。在这里，他和他的锋线搭档阿于布·达乌德（Ayub Daud）带领球队获得了2009年维亚莱乔杯的冠军，因莫比莱总共打入5球，包括决赛中的梅开二度。而在2009年3月14日，他也迎来了他在俱乐部一线队的首秀---尤文图斯主场4比1战胜博洛尼亚队的比赛中，他在第89分钟替换下时任队长德尔·皮耶罗，而他在青年队的好搭档达乌德也于一分钟前完成了自己的首秀--替换下乔文科。
同年，因莫比莱同样完成了自己在欧战赛场上的首秀。2009年11月25日，在欧冠联赛对阵波尔多队的比赛中，他仍然作为队长皮耶罗的替补出场。2010年2月，由于自己在维亚莱乔杯决赛中上演帽子戏法，帮助球队战胜恩波利并成功卫冕维亚莱乔杯，因莫比莱得以升入俱乐部一线队。
2010年7月1日，他和他的队友，卢卡·马罗内(Luca Marrone)，同时被租借给刚降入意乙的锡耶纳队锻炼。尤文图斯也从这笔交易中租借到了詹内蒂(Niccolo Gianetti)，斯皮纳佐拉（Leonardo Spinazzola）以及奥地利中场小将布切尔（Marcel Buchel）。然而在这里，因莫比莱却未能进入一线队，于是在2011年1月，他离开了锡耶纳，租借加盟另一支意乙球队格罗塞托。

### 佩斯卡拉
2011年7月15日，尤文图斯宣布将因莫比莱租借至意乙球队佩斯卡拉。在这里，他在8月26日面对维罗纳队的首轮联赛中就攻入他的处子球。
由于因莫比莱在意乙的优异表现，2012年1月30日，热那亚决定以4百万欧元的价格从尤文图斯那里买下因莫比莱一半所有权。而因莫比莱也帮助佩斯卡拉队问鼎当季意乙宝座，并当选意乙金靴（28球）。

### 热那亚
2012年8月26日，因莫比莱在热那亚队主场2比0战胜卡利亚里队的比赛中攻入了自己的意甲处子球。9月16日，在面对老东家尤文图斯队的比赛中他也攻入一球。在意甲的第一个完整赛季中，他出场33次打入5球，帮助热那亚成功保级。

### 都灵
2013年7月12日，尤文图斯花费275万欧元从热那亚购回因莫比莱的一半所有权，而同一天这一半所有权又被交易至都灵（作为交易的一部分）。
在都灵，因莫比莱与搭档，在意甲大杀四方，因莫比莱也在33场比赛中打入22球，成为1976-1977赛季以来都灵队第一个获得意甲金靴的球员。同时他也帮助都灵在赛季末收获第7的位置，成功获得下赛季欧联杯资格赛席位（排名第6的帕尔马因未能及时上交税款被意大利足协禁止参加下赛季欧战赛事，因此顺延到都灵）。

### 多特蒙德
2014年6月2日，因莫比莱与德甲球队多特蒙德签订一份5年合约，下赛季他将在德甲征战。

### 拉素
2016年7月27日，因莫比萊以875萬歐元（另加70萬歐元經紀人佣金）的轉會費加盟拉齐奥。
義大利甲級足球聯賽2019-20賽季拉齊奧前鋒因莫比萊以36球進球獲歐洲金靴獎，追平伊瓜因保持的義甲賽季最多進球紀錄。
2023年2月19日，因莫比萊在客場2-0戰勝沙勒尼塔納的比賽中攻入兩球，超越库尔特·哈姆林，在意大利足球甲级联赛歷史射手榜上排名第8位。

## 国家队生涯
因莫比莱在2008年10月U19欧青赛预选赛的比赛中完成了他的国家队首秀，然而意大利却未能小组出线。2009年3月25日，在意大利U21对阵奥地利U21的比赛中，他完成了自己在意大利U21队的处子秀。在他的第二场比赛--4比1战胜苏格兰U21队的友谊赛中，他攻入一球。在对阵荷兰U21队的比赛中他同样有着精彩的表现並取得入球。截止至目前为止，在他为意大利U21出场的5场比赛中，他已打入4球。
2014年3月2日，因莫比莱得到意大利现任主帅普兰德利的征召，在对阵西班牙队的友谊赛中上演了国家队首秀。
2014年6月1日，因莫比莱入选意大利国家队参加2014年巴西世界杯的23人大名单。
2021年6月，因莫比莱入選了義大利參加2020年歐洲國家盃的大名單。7月11日，他隨隊獲得歐洲國家盃冠軍。

## 個人生活
2021年11月21日，宗座文化委員會組織了慈善足球比賽，教宗隊將對陣位於薩格勒布的世界羅馬組織俱樂部，該比賽的目的是為位於天主教羅馬教區的慈善機構籌集資金，以促進羅姆人和其他邊緣群體的融入。教宗方濟各指定因莫比莱為該比賽的裁判。

## 技术统计
最後更新：2 June 2014 
| 俱乐部表现 | 俱乐部表现 | 俱乐部表现 | 联赛 | 联赛 | 杯赛     | 杯赛     | 洲际比赛 | 洲际比赛 | 总计 | 总计 |
| 赛季       | 俱乐部     | 联赛       | 出场 | 进球 | 出场     | 进球     | 出场     | 进球     | 出场 | 进球 |
| 意大利     | 意大利     | 意大利     | 联赛 | 联赛 | 意大利杯 | 意大利杯 | 欧洲     | 欧洲     | 总计 | 总计 |
| ---------- | ---------- | ---------- | ---- | ---- | -------- | -------- | -------- | -------- | ---- | ---- |
| 2008–09    | 尤文图斯   | 意甲       | 1    | 0    | 0        | 0        | 0        | 0        | 1    | 0    |
| 2009–10    | 尤文图斯   | 意甲       | 2    | 0    | 1        | 0        | 1        | 0        | 4    | 0    |
| 2010–11    | 锡耶纳     | 意乙       | 4    | 1    | 2        | 1        | -        | -        | 6    | 2    |
| 2010–11    | 格罗塞托   | 意乙       | 16   | 1    | 0        | 0        | -        | -        | 16   | 1    |
| 2011–12    | 佩斯卡拉   | 意乙       | 37   | 28   | 0        | 0        | -        | -        | 37   | 28   |
| 2012–13    | 热那亚     | 意甲       | 33   | 5    | 1        | 0        | -        | -        | 34   | 5    |
| 2013–14    | 都灵       | 意甲       | 33   | 22   | 1        | 1        | -        | -        | 34   | 23   |
| 生涯总计   | 生涯总计   | 生涯总计   | 126  | 57   | 4        | 2        | 1        | 0        | 136  | 60   |

## 榮譽

### 球會
拉齊奧
- 義大利盃冠軍：2018–19賽季
- 義大利超級盃冠軍：2017、2019年

### 國家隊
義大利
- 歐洲國家盃冠軍：2020[7]

### 個人
- 歐洲金靴獎：2019–20賽季
- 義甲最佳前鋒：2019–20、2021–22賽季
- 義大利年度運動員：2020年[11]

### 勳章
- 5級／騎士－意大利共和國功勳騎士勳章：2021[12]

## 外部連結
- Soccerway資料庫：奇罗·因莫比莱